# Seznam dílů seriálu Killjoys: Vesmírní lovci
Toto je seznam dílů seriálu Killjoys: Vesmírní lovci. Kanadsko-americký sci-fi televizní seriál Killjoys: Vesmírní lovci byl premiérově vysílán stanicí Syfy od 19. června 2015 do 20. září 2019.

## Přehled řad
| Řada | Díly | Premiéra v USA    | Premiéra v USA | Premiéra v ČR     | Premiéra v ČR    |
| Řada | Díly | První díl         | Poslední díl   | První díl         | Poslední díl     |
| ---- | ---- | ----------------- | -------------- | ----------------- | ---------------- |
| 1    | 10   | 19. června 2015   | 21. srpna 2015 | 20. června 2016   | 22. srpna 2016   |
| 2    | 10   | 1. července 2016  | 2. září 2016   | 24. července 2017 | 25. září 2017    |
| 3    | 10   | 30. června 2017   | 1. září 2017   | 3. října 2017     | 5. prosince 2017 |
| 4    | 10   | 20. července 2018 | 21. září 2018  | 5. listopadu 2018 | 9. prosince 2018 |
| 5    | 10   | 19. července 2019 | 20. září 2019  | 2. prosince 2019  | 5. ledna 2020    |

## Seznam dílů

### První řada (2015)
| Č. v seriálu | Č. v řadě | Původní název          | Český název      | Režie           | Scénář            | Premiéra v USA    | Premiéra v ČR     |
| ------------ | --------- | ---------------------- | ---------------- | --------------- | ----------------- | ----------------- | ----------------- |
| 1            | 1         | Bangarang              | Příkaz k zabití  | Chris Grismer   | Michelle Lovretta | 19. června 2015   | 20. června 2016   |
| 2            | 2         | The Sugar Point Run    | Akce Sugar Point | Chris Grismer   | Jeremy Boxen      | 26. června 2015   | 27. června 2016   |
| 3            | 3         | The Harvest            | Sklizeň          | Michael Robison | Aaron Martin      | 3. července 2015  | 4. července 2016  |
| 4            | 4         | Vessel                 | Náhradnice       | Andy Mikita     | Emily Andras      | 10. července 2015 | 11. července 2016 |
| 5            | 5         | A Glitch in the System | Závada v systému | Chris Grismer   | Adam Barken       | 17. července 2015 | 18. července 2016 |
| 6            | 6         | One Blood              | Jedna krev       | Michael Nankin  | Annmarie Morais   | 24. července 2015 | 25. července 2016 |
| 7            | 7         | Kiss Kiss, Bye Bye     | Pusu a sbohem    | Paolo Barzman   | Michelle Lovretta | 31. července 2015 | 1. srpna 2016     |
| 8            | 8         | Come the Rain          | Přichází déšť    | Peter Stebbings | Jeremy Boxen      | 7. srpna 2015     | 8. srpna 2016     |
| 9            | 9         | Enemy Khlyen           | Nepřítel Khlyen  | Paolo Barzman   | Emily Andras      | 14. srpna 2015    | 15. srpna 2016    |
| 10           | 10        | Escape Velocity        | Úniková rychlost | Ken Girotti     | Michelle Lovretta | 21. srpna 2015    | 22. srpna 2016    |

### Druhá řada (2016)
| Č. v seriálu | Č. v řadě | Původní název                            | Český název                       | Režie               | Scénář                                                        | Premiéra v USA    | Premiéra v ČR     |
| ------------ | --------- | ---------------------------------------- | --------------------------------- | ------------------- | ------------------------------------------------------------- | ----------------- | ----------------- |
| 11           | 1         | Dutch and the Real Girl                  | Dutch a skutečná dívka            | Stefan Pleszczynski | Michelle Lovretta                                             | 1. července 2016  | 24. července 2017 |
| 12           | 2         | Wild, Wild Westerley                     | Divoké Westerly                   | Martin Wood         | Sean Reycraft                                                 | 8. července 2016  | 31. července 2017 |
| 13           | 3         | Shaft                                    | Ztraceni v dole                   | Martin Wood         | Jon Cooksey                                                   | 15. července 2016 | 7. srpna 2017     |
| 14           | 4         | Schooled                                 | Zázračná škola                    | Ruba Nadda          | námět: Jennifer Kennedy a Julian Doucet scénář: Julian Doucet | 22. července 2016 | 14. srpna 2017    |
| 15           | 5         | Meet the Parents                         | Tajemná mlha                      | Jeff Renfroe        | Adam Barken                                                   | 29. července 2016 | 21. srpna 2017    |
| 16           | 6         | I Love Lucy                              | Miluju Lucy                       | Grant Harvey        | Jon Cooksey                                                   | 5. srpna 2016     | 28. srpna 2017    |
| 17           | 7         | Heart-Shaped Box                         | Rudá skříňka                      | April Mullen        | Michelle Lovretta                                             | 12. srpna 2016    | 4. září 2017      |
| 18           | 8         | Full Metal Monk                          | Prastarý mnich                    | Paolo Barzman       | Sean Reycraft                                                 | 19. srpna 2016    | 11. září 2017     |
| 19           | 9         | Johnny Be Good                           | Spring Hill                       | Stefan Pleszczynski | Adam Barken                                                   | 26. srpna 2016    | 18. září 2017     |
| 20           | 10        | How to Kill Friends and Influence People | Jak zabít přátele a ovlivnit lidi | Peter Stebbings     | Michelle Lovretta a Jeremy Boxen                              | 2. září 2016      | 25. září 2017     |

### Třetí řada (2017)
| Č. v seriálu | Č. v řadě | Původní název                     | Český název              | Režie               | Scénář                | Premiéra v USA    | Premiéra v ČR      |
| ------------ | --------- | --------------------------------- | ------------------------ | ------------------- | --------------------- | ----------------- | ------------------ |
| 21           | 1         | Boondoggie                        | Cesta za záchranou       | Stefan Pleszczynski | Michelle Lovretta     | 30. června 2017   | 3. října 2017      |
| 22           | 2         | A Skinner, Darkly                 | Kůže na prodej           | Andy Mikita         | Michelle Lovretta     | 7. července 2017  | 10. října 2017     |
| 23           | 3         | The Hullen Have Eyes              | Hulleni mají oči         | Ruba Nadda          | Adam Barken           | 14. července 2017 | 17. října 2017     |
| 24           | 4         | The Lion, the Witch & the Warlord | Lev, čarodějnice a vůdce | Paolo Barzman       | Julian Doucet         | 21. července 2017 | 24. října 2017     |
| 25           | 5         | Attack the Rack                   | Útok na Rack             | Jeff Renfroe        | Shernold Edwards      | 28. července 2017 | 31. října 2017     |
| 26           | 6         | Necropolis Now                    | Necropolis               | Samir Rehem         | Andrew De Angelis     | 4. srpna 2017     | 7. listopadu 2017  |
| 27           | 7         | The Wolf You Feed                 | Vlk, kterého krmíš       | Stefan Pleszczynski | Nikolijne Troubetzkoy | 11. srpna 2017    | 14. listopadu 2017 |
| 28           | 8         | Heist, Heist Baby                 | Přepadení                | April Mullen        | Julie Puckrin         | 18. srpna 2017    | 21. listopadu 2017 |
| 29           | 9         | Reckoning Ball                    | Noc zúčtování            | Peter Stebbings     | Adam Barken           | 25. srpna 2017    | 28. listopadu 2017 |
| 30           | 10        | Wargasm                           | Do boje!                 | Stefan Pleszczynski | Michelle Lovretta     | 1. září 2017      | 5. prosince 2017   |

### Čtvrtá řada (2018)
| Č. v seriálu | Č. v řadě | Původní název                                             | Český název          | Režie                 | Scénář                | Premiéra v USA    | Premiéra v ČR      |
| ------------ | --------- | --------------------------------------------------------- | -------------------- | --------------------- | --------------------- | ----------------- | ------------------ |
| 31           | 1         | The Warrior Princess Bride                                | Princezna bojovnice  | Stefan Pleszczynski   | Michelle Lovretta     | 20. července 2018 | 5. listopadu 2018  |
| 32           | 2         | Johnny Dangerously                                        | Přeměna              | Samir Rehem           | Michelle Lovretta     | 27. července 2018 | 11. listopadu 2018 |
| 33           | 3         | Bro-d Trip                                                | Bratrský výlet       | Samir Rehem           | Julian Doucet         | 3. srpna 2018     | 12. listopadu 2018 |
| 34           | 4         | What to Expect When You're Expecting... An Alien Parasite | Zrození              | Stefan Pleszczynski   | Nikolijne Troubetzkoy | 10. srpna 2018    | 18. listopadu 2018 |
| 35           | 5         | Greening Pains                                            | Vzrůstající bolest   | Stefan Pleszczynski   | Adam Barken           | 17. srpna 2018    | 19. listopadu 2018 |
| 36           | 6         | Baby, Face Killer                                         | Výcvik               | Stefan Pleszczynski   | Julie Puckrin         | 24. srpna 2018    | 25. listopadu 2018 |
| 37           | 7         | O Mother, Where Art Thou?                                 | Ó, matko, kdepak jsi | Michael Marshall      | Andrew De Angelis     | 31. srpna 2018    | 26. listopadu 2018 |
| 38           | 8         | It Takes a Pillage                                        | Musíme plenit        | Stephanie Morgenstern | Derek Robertson       | 7. září 2018      | 2. prosince 2018   |
| 39           | 9         | The Kids Are Alright                                      | Děti jsou v pořádku  | Stefan Pleszczynski   | Julian Doucet         | 14. září 2018     | 3. prosince 2018   |
| 40           | 10        | Sporemageddon                                             | Epidemie             | Stefan Pleszczynski   | Adam Barken           | 21. září 2018     | 9. prosince 2018   |

### Pátá řada (2019)
| Č. v seriálu | Č. v řadě | Původní název             | Český název           | Režie               | Scénář                       | Premiéra v USA    | Premiéra v ČR     |
| ------------ | --------- | ------------------------- | --------------------- | ------------------- | ---------------------------- | ----------------- | ----------------- |
| 41           | 1         | Run, Yala, Run            | Běž, Yalo, běž!       | Peter Stebbings     | Michelle Lovretta            | 19. července 2019 | 2. prosince 2019  |
| 42           | 2         | Blame it on the Rain      | Může za to déšť       | Peter Stebbings     | Nikolijne Troubetzkoy        | 26. července 2019 | 8. prosince 2019  |
| 43           | 3         | Three Killjoys and a Lady | Tři Killjoyové a Lady | Paolo Barzman       | Vivian Lin a Derek Robertson | 2. srpna 2019     | 9. prosince 2019  |
| 44           | 4         | Ship Outta Luck           | Konec štěstí          | Paolo Barzman       | Julie Puckrin                | 9. srpna 2019     | 15. prosince 2019 |
| 45           | 5         | A Bout, A Girl            | Zápas                 | James Genn          | Andrew De Angelis            | 16. srpna 2019    | 16. prosince 2019 |
| 46           | 6         | Three Mutineers           | Tři povstalci         | James Genn          | Adam Barken                  | 23. srpna 2019    | 21. prosince 2019 |
| 47           | 7         | Cherchez La Bitch         | Za vším hledej mrchu  | Paolo Barzman       | Michelle Lovretta            | 30. srpna 2019    | 23. prosince 2019 |
| 48           | 8         | Don't Stop Beweaving      | Nepřestávej kličkovat | Paolo Barzman       | Julian Doucet                | 6. září 2019      | 29. prosince 2019 |
| 49           | 9         | Terraformance Anxiety     | Teraformační úzkost   | Stefan Pleszczynski | Adam Barken                  | 13. září 2019     | 30. prosince 2019 |
| 50           | 10        | Last Dance                | Poslední tanec        | Stefan Pleszczynski | Michelle Lovretta            | 20. září 2019     | 5. ledna 2020     |